# Miltinus parviduatus
Miltinus parviduatus är en tvåvingeart som beskrevs av Paramonov 1950. Miltinus parviduatus ingår i släktet Miltinus och familjen Mydidae. Inga underarter finns listade i Catalogue of Life.